# Радужная улица (Москва)
Ра́дужная у́лица — улица на северо-востоке Москвы в Бабушкинском районе Северо-восточного административного округа, между улицей Лётчика Бабушкина и Кольской улицей. До 1964 года — Институтская улица в бывшем городе Бабушкин. Современное название с «положительным» значением («приятная, сулящая радость, счастье») дано по предложению жителей района.

## Расположение
Радужная улица начинается от улицы Лётчика Бабушкина как продолжение улицы Коминтерна, пересекает Енисейскую улицу, Новый Берингов проезд и кончается на Кольской улице. За Кольскую улицу продолжается как Игарский проезд района Свиблово.

## История
Являлась частью Институтского шоссе, шедшего от поселка Института пути по современным Игарскому проезду и Радужной улице к городу Бабушкин.

## Учреждения и организации
- Дом 4, корпус 1 — общественное объединение жертв политических репрессий «С верой, надеждой, любовью»
- Дом 5А — детский сад № 1431
- Дом 6 — управления Мосгаза № 1 РГС № 19
- Дом 7 — школа № 281
- Дом 13 — Дом детского творчества
- Дом 22, корпус 1 — «Центротранстехмонтаж»

## Общественный транспорт
По улице проходят маршруты автобусов:
- 176 Платформа Лось —  Свиблово — Проезд Русанова
- 185 Платформа Лось —  Свиблово —  Ботанический сад /  Ботанический сад